# Sojoez 39
Sojoez 39 (ook: 12366) was een Russische bemande ruimtevlucht uit 1981. Op deze achtste Interkosmosvlucht maakte voor het eerst een Mongoliër een ruimtevlucht.

## Interkosmos
Het Interkosmosprogramma hield in, dat een buitenlandse kosmonaut onder Russische leiding naar een ruimtestation vloog. Deze vluchten duurden ongeveer een week. Communistische naties die op goede voet met de Sovjet-Unie stonden, vaardigden bij toerbeurt een kosmonaut af. De positie van de beginletter van een land in het Russisch alfabet bepaalde wanneer dat land aan de beurt kwam.

## Bemanning
De tweekoppige bemanning bestond uit de Russische gezagvoerder luitenant-kolonel Vladimir Dzjanibekov en de Mongoolse onderzoeker Zjoegderdemidijn Goerragtsjaa. Deze Sojoez had een gewicht van 6800 kg. Dzjanibekov was niet onbekend met het station; hij bezocht het al eerder met Sojoez 27. De Mongoliër onderging zijn ruimtedoop tijdens de op een na laatste vlucht van dit oude type Sojoez.

## Vluchtverloop

### Lancering en koppeling
Sojoez 39 werd gelanceerd op 22 maart 1981 met een Sojoez draagraket vanaf Tjoeratam te Bajkonoer. De capsule kwam in een baan met een apogeum van 321 km, een perigeum van 271 km en een omlooptijd van 90,3 minuten. De inclinatie bedroeg 51,63° bij een excentriciteit van 0,00374. Een dag later voerde het vaartuig een geslaagde koppeling uit met Saljoet 6.

### Wetenschappelijke experimenten
Op het programma stond een studie naar het aanpassingsvermogen van het menselijk lichaam aan gewichtloosheid. Ook onderzocht men de veranderingen die optraden in het gezichtsvermogen qua scherptediepte. Daarnaast vonden fysische en technologische experimenten plaats.
Men ging na, in hoeverre holografie een uitkomst bood voor onderzoek naar diverse materialen en zaden onder microzwaartekracht (1 × 10−6 g) omstandigheden. Voorwerpen rond de Aarde lijken weliswaar gewichtloos, maar staan wel degelijk bloot aan het aardse zwaartekrachtveld. Voor het eerst zond men holografische tv-beelden van en naar de grond. De bemanning verrichtte waarnemingen van het gastland, in noordwest en centraal Mongolië zocht ze naar tekenen van de aanwezigheid van water en mineralen. Bovendien maakte ze een inschatting van de algehele toestand van het weideland.
Het "Gologramma" instrument nam opnamen van een door micrometeorieten beschadigde patrijspoort; tijdens de "Illyuminator" proef stelden de kosmonauten vast in hoeverre de patrijspoorten van Saljoet 6 onderhevig waren aan slijtage. Daarnaast installeerden ze kosmische stralingsmeters in zowel luchtsluizen als bemanningsgedeelte van het station. Na enkele dagen werden die weer verwijderd. Sojoez 39 nam deze mee terug naar de Aarde. Bovendien verzamelden ze monsters van micro-organismen en de atmosfeer in het station.

## Terugkeer
Dzjanibekov en Goerragtsjaa keerden naar de Aarde terug op 30 maart en landden zonder problemen. Het duo kwam neer op ongeveer 170 km ten zuidoosten van Jezqazğan, na een vlucht van 7 dagen, 20 uur en 42 minuten. Het tweetal had 124 maal om de Aarde gecirkeld. Voor de Mongoliër viel daarmee het doek, zijn metgezel maakte hierna nog drie ruimtevluchten.
1 ·
2 ·
3 ·
4 ·
5 ·
6 ·
7 ·
8 ·
9 ·
10 ·
11 ·
12 ·
13 ·
14 ·
15 ·
16 ·
17 ·
18A ·
18 ·
19 ·
20 ·
21 ·
22 ·
23 ·
24 ·
25 ·
26 ·
27 ·
28 ·
29 ·
30 ·
31 ·
32 ·
33 ·
34 · 
35 ·
36 ·
37 ·
38 ·
39 ·
40

T-1 ·  
T-2 ·
T-3 ·
T-4 ·
T-5 · 
T-6 ·
T-7 · 
T-8 ·
T-9 · 
T-10-1 ·
T-10 · 
T-11 ·
T-12 · 
T-13 ·
T-14 · 
T-15